# 格拉達 (安德魯紹夫卡區)
50°8′55″N 28°57′4″E / 50.14861°N 28.95111°E
格拉達（烏克蘭語：Града），是烏克蘭北部的村莊，隸屬日托米爾州的別爾季切夫區。該村面積9平方公里，海拔高度227米，2001年人口41，人口密度每平方公里4.56人。